# Sporobolus spicatus
Sporobolus spicatus là một loài thực vật có hoa trong họ Hòa thảo. Loài này được (Vahl) Kunth miêu tả khoa học đầu tiên năm 1829.